# Tàn tích Jesús de Tavarangue
Jesús de Tavarangue là một khu truyền giáo dòng Tên cũ nằm tại Itapúa, Paraguay. Cùng với La Santísima Trinidad de Paraná thì khu truyền giáo này đã được UNESCO công nhận là Di sản thế giới từ năm 1993. Ban đầu nó được thành lập tại khu vực ngày nay là Alto Paraná vào năm 1685, gần sông Monday. Trải qua nhiều lần di rời thì nó đã đặt tại địa điểm hiện tại vào năm 1760. Việc xây dựng khu truyền giáo chưa được hoàn thành khi dòng Tên bị trục xuất khỏi Paraguay vào năm 1767. Nhà thờ truyền giáo khổng lồ đang được xây dựng như một bản sao của Thánh địa Loyola ở Tây Ban Nha. Với cấu trúc trung tâm 70 x 24 mét (230 x 79 ft) khiến khi hoàn thành nó sẽ trở thành một trong những nhà thờ dòng Tên lớn nhất thời bấy giờ.